# Mahershala Ali
Mahershalalhashbaz Ali (* 16. února 1974 Oakland), známý pod profesní zkratkou jména Mahershala Ali, je americký herec. Svou kariéru započal v televizních seriálech, kde ztvárnil roli Richarda Tylera ve sci-fi seriálu 4400 (2004–2007). Ve filmu prorazil rolí ve snímku Podivuhodný případ Benjamina Buttona (2008). Následně hrál ve filmech jako: Predátoři, Skrytá čísla, Hunger Games: Síla vzdoru 1. část, Hunger Games: Síla vzdoru 2. část, v oscarovém snímku Moonlight nebo ve filmu oceněném Zlatými glóby Zelená kniha.
Za roli Juana v oscarovém snímku Moonlight (2016) obdržel Oscara za nejlepší mužský herecký výkon ve vedlejší roli a například cenu Critics' Choice Movie Awards, vedle toho také nominace na ceny Zlatý glóbus nebo BAFTA. Svým vítězstvím na 89. ročníku udílení Oscarů se stal prvním muslimem oceněným v herecké kategorii. V roce 2019 obdržel za roli muzikanta Dona Shirleyho v oscarovém filmu Zelená kniha (2018) Zlatý glóbus za nejlepší mužský herecký výkon ve vedlejší roli a svého druhého Oscara za nejlepší mužský herecký výkon ve vedlejší roli.

## Biografie
Narodil se jako Mahershalalhashbaz Gilmore v roce 1974 v Oaklandu ve státě Kalifornie. Jeho otec, Phillip Gilmore, byl herec a hrál například i v Broadway theatre. V roce 1996 vystudoval St. Mary's College of California (SMC). Ačkoliv byl na školu přijat díky stipendiu na hraní basketbalu, postupně se na univerzitě přeorientoval od sportu k herectví. Po ukončení koleje sv. Marie se přihlásil na herectví na Newyorskou univerzitu, kterou vystudoval v roce 2000.
Ačkoliv byl svou matkou vychován jako křesťan, později konvertoval k islámu a změnil si své příjmení na Ali. Vyznává učení Ahmadíja. Je pojmenovaný po Maher-shalal-hash-bazovi, jednom ze synů starozákonního proroka Izajáše (Maher-shalal-hash-baz, česky „Rychle za kořistí spěchá lupič“, hebrejsky מַהֵר שָׁלָל חָשׁ בַּז‎).

## Kariéra
Do roku 2010 účinkoval pod svým plným jménem Mahershalalhashbaz Ali, poté si ho pro umělecké potřeby zkrátil na Mahershala Ali. Sám uvádí, že důvodem změny nebyl tlak agenta nebo studií, ale praktický důvod. Jeho celé jméno se údajně nevešlo na plakát k filmu Za borovicovým hájem (2012). Dalším důvodem, který ho přesvědčil pro zkrácení, byl i fakt, že celý tvar by se fanouškům nemusel dobře vyslovovat.
Začínal v televizních seriálech Drzá Jordan (2001–2002) a Situace: Ohrožení (2003–2004). Průlomovou rolí bylo ztvárnění Richarda Tylera v seriálu 4400 (2004–2007). Svůj filmový debut si odbyl v nezávislé komedii Making Revolution (2003). První větší filmová role ovšem přišla až s filmem Podivuhodný případ Benjamina Buttona (2008). Tu následovaly role ve snímcích Imigranti (2009) a Predátoři (2010). V roce 2011 se vrátil do televize, kde hrál v seriálech Treme (2011–2012) a Výjimeční (2011–2012).
V roce 2012 hrál ve festivalovém snímku Za borovicovým hájem. V následujícím roce získal roli v novém seriálu streamovací platformy Netflix Dům z karet, kde hrál v prvních čtyřech sériích (2013–2016). Současně se už naplno vrhl do natáčení velkých hollywoodských filmů. V letech 2014 a 2015 šly do kin snímky Hunger Games: Síla vzdoru 1. část a Hunger Games: Síla vzdoru 2. část, ve kterých hrál. V roce 2016 byl k vidění v dalším seriálu Netflixu Luke Cage. Rok 2016 byl jeden z jeho nejproduktivnějších, vedle seriálu Luke Cage se objevil také ve filmech Skrytá čísla, Kecky, Boj za svobodu a především ve snímku Moonlight. Film byl oceněn třemi Oscary, přičemž sám Ali získal Oscara za nejlepší mužský herecký výkon ve vedlejší roli. V roce 2017 hrál v životopisném snímku Roxanne Roxanne.
V roce 2018 nadaboval postavu Aarona Davise v úspěšném animovaném filmu Spider-Man: Paralelní světy. Film obdržel na 76. ročníku předávání cen Asociace zahraničních novinářů v Hollywoodu Zlatý glóbus za nejlepší celovečerní animovaný film za rok 2018 a následně i Oscara za nejlepší animovaný film. Následně v oscarovém filmu Zelená kniha (2018) ztvárnil roli muzikanta Dona Shirleyho, za což obdržel Zlatý glóbus za nejlepší mužský herecký výkon ve vedlejší roli a svého druhého Oscara za nejlepší mužský herecký výkon ve vedlejší roli. V roce 2019 se objevil ve filmu Alita: Bojový Anděl a ve třetí řadě seriálu Temný případ.
V červenci 2019 bylo na San Diego Comic-Con International oznámeno, že ztvární komiksovou postavu Bladea v nové adaptaci v rámci Marvel Cinematic Universe.

## Herecká filmografie

### Film
| Rok           | Film                                 | Role                | Poznámky |
| ------------- | ------------------------------------ | ------------------- | --- |
| 2003          | Making Revolution                    | Mac Laslow          | |
| 2008          | Umi's Heart                          | Ezra                | krátkometrážní |
| 2008          | Podivuhodný případ Benjamina Buttona | Tizzy               | dabing: Bohdan Tůma |
| 2009          | Imigranti                            | detektiv Strickland | |
| 2010          | Predátoři                            | Mombasa             | dabing: Petr Gelnar |
| 2012          | Za borovicovým hájem                 | Kofi Kancam         | |
| 2013          | Go for Sisters                       | Dez                 | |
| 2014          | Supremacy                            | strážník Rivers     | |
| 2014          | Hunger Games: Síla vzdoru 1. část    | Boggs               | |
| 2015          | Hunger Games: Síla vzdoru 2. část    | Boggs               | |
| 2016          | Kecky                                | Marlon              | |
| 2016          | Moonlight                            | Juan                | Oscar za nejlepší mužský herecký výkon ve vedlejší roli |
| 2016          | Skrytá čísla                         | Jim Johnson         | |
| 2016          | Gubagude Ko                          | Ochoro              | krátkometrážní film |
| 2016          | Boj za svobodu                       | Moses Washington    | |
| 2017          | Roxanne Roxanne                      | Cross               | |
| 2018          | Zelená kniha                         | Don Shirley         | Oscar za nejlepší mužský herecký výkon ve vedlejší roli Zlatý glóbus za nejlepší mužský herecký výkon ve vedlejší roli Cena BAFTA za nejlepší mužský herecký výkon ve vedlejší roli |
| 2018          | Spider-Man: Paralelní světy          | Aaron Davis (hlas)  | |
| 2019          | Alita: Bojový Anděl                  | Vector              | |
| 2021          | Labutí píseň                         | Cameron             | |
| 2021          | Eternals                             | Eric Brroks /Blade  | nekreditovaný hlas |
| 2023          | Spider-Man: Napříč paralelními světy | Aaron Davis (hlas)  | |
| 2023          | Nech svět světem                     | G. H. Scott         | |
| 2025          | Jurský svět: Znovuzrození            | Duncan Kincaid      | |
| bude oznámeno | Blade                                | Eric Brroks / Blade | připravovaný film |

### Televize
| Rok       | Název                                     | Role                | Poznámky                                                        |
| --------- | ----------------------------------------- | ------------------- | --------------------------------------------------------------- |
| 2001–2002 | Drzá Jordan                               | Dr. Trey Sanders    | 19 dílů, dabing: Tomáš Juřička                                  |
| 2002      | Pronásledovaný                            | Alex Dalcour        | díl: „Abby“                                                     |
| 2002      | Policie New York                          | Rashard Coleman     | díl: „Das Boots“                                                |
| 2003      | Kriminálka Las Vegas                      | Tombsova ochranka   | díl: „Lucky Strike“                                             |
| 2003      | The Handler                               |                     | díl: „Big Stones“                                               |
| 2003–2004 | Situace: Ohrožení                         | Jelani Harper       | 15 dílů                                                         |
| 2004–2007 | 4400                                      | Richard Tyler       | 31 dílů, dabing: Petr Gelnar (TV Nova), Zdeněk Hruška (Cinemax) |
| 2009      | Anatomie lži                              | detektiv Don Hughes | díl: „Do No Harm“                                               |
| 2009      | Zákon a pořádek: Útvar pro zvláštní oběti | Mark Foster         | díl: „Unstable“                                                 |
| 2010      | All Signs of Death                        | Gabe                | televizní film                                                  |
| 2010      | Křivé obvinění                            | Calvin Willis       | televizní film, dabing: Zdeněk Hruška                           |
| 2011      | Lights Out                                | mrtvý Row Reynolds  | díl: „Unaired Pilot“                                            |
| 2011      | Treme                                     | Anthony King        | 3 díly                                                          |
| 2011      | Výjimeční                                 | Nathan Clay         | 12 dílů                                                         |
| 2012      | Alcatraz                                  | Clarence Montgomery | díl: „Clarence Montgomery“                                      |
| 2013–2016 | Dům z karet                               | Remy Danton         | 33 dílů                                                         |
| 2016      | Luke Cage                                 | Cornell Stokes      | 7 dílů                                                          |
| 2019      | Temný případ                              | Wayne Hays          | 8 dílů                                                          |
| 2020      | Závod o Bílý dům                          | vypravěč            | 6 dílů                                                          |
| 2020      | Ramy                                      | Sheikh Ali Malik    | 6 dílů                                                          |
| 2021      | Neporazitelný                             | Titan (hlas)        | 4 díly                                                          |